# Hilmar Fenge
Hilmar Fenge (* 28. Oktober 1931 in Leipzig) ist ein deutscher Jurist und ehemaliger Hochschullehrer.

## Leben
Hilmar Fenge wurde in Leipzig geboren und wuchs in Berlin, Ostpreußen, Baden und Hessen auf. 1951 nahm er nach seinem Abitur am Friedrichs-Gymnasium in Kassel das Studium der Rechtswissenschaften in Marburg auf, das er in Genf fortsetzte und 1955 in Heidelberg mit dem Erwerb des Ersten Juristischen Staatsexamens abschloss. Nach dem anschließenden Referendariat in Baden-Württemberg legte er 1960 sein Assessorexamen in Stuttgart ab. In der Folge kehrte er an die Universität Heidelberg als wissenschaftlicher Assistent zurück und promovierte 1961 dort zum Dr. jur. 1969 habilitierte er sich in Heidelberg und erwarb die venia legendi für die Fächer Zivilrecht, Zivilprozessrecht und Juristische Methodenlehre.
Es folgten Lehrstuhlvertretungen an den Universitäten Heidelberg, Mainz, Bonn und Hamburg, bevor er 1973 eine außerplanmäßige Professur in Heidelberg antrat. 1980 wechselte er an die Universität Hannover auf einen Lehrstuhl für Zivilrecht und Zivilprozessrecht. Diesen Lehrstuhl bekleidete Fenge bis zu seiner Entpflichtung 1999. Zwischenzeitlich (1985/86) war er Dekan der Juristischen Fakultät der Universität Hannover. 1997/98 war er Präsident von ELFA (European Law Faculties Association).
Im Laufe seiner akademischen Karriere wurden Hilmar Fenge von der Université de Rouen (1991), der Katholischen Universität Lissabon (2003), der Université du Havre (2004) und der Aristoteles-Universität Thessaloniki (2008) der Ehrendoktortitel verliehen.

## Werke (Auswahl)
- Die dogmatische Bedeutung des richterlichen Schuldnerschutzes in der Zwangsvollstreckung. Eigenverlag der Universität Heidelberg, Heidelberg 1961 (Dissertation).
- Rechtskraft und Rechtsänderung im Privatrecht. Heidelberg 1969 (Habilitation).

Hinzu kommen zahlreiche Beiträge in Fachzeitschriften und Festschriften.